# یواس‌اس پربل (۱۸۳۹)
یواس‌اس پربل (۱۸۳۹) (به انگلیسی: USS Preble (1839)) یک کشتی بود که طول آن ۱۱۷ فوت (۳۶ متر) بود. این کشتی در سال ۱۸۳۹ ساخته شد.